# Папп, Сара
Сара Папп (ранее Хоольт) (нем. Sarah Hoolt; род. 30 апреля 1988, Нордхорн) — немецкая шахматистка, гроссмейстер среди женщин (2012).

## Биография
С 2001 по 2006 год принимала участие в юниорских чемпионатах Германии, где самый большой успех достигла в 2006 году, когда победила среди девушек в возрастной группе U18. С 2004 по 2008 год представляла Германию на юниорских чемпионатах Европы и мира среди девушек в разных возрастных группах. В 2011 году победила на женском чемпионате Германии по шахматам.
Представляла Германию на трех шахматных олимпиадах (2008-2010, 2014) и на командном чемпионате Европы по шахматам в 2011 году.